# Authezat
Authezat est une commune française située dans le département du Puy-de-Dôme, en région Auvergne-Rhône-Alpes. Elle fait partie de l'aire d'attraction de Clermont-Ferrand.

## Géographie
D'une superficie de 5,8 km2, la commune d'Authezat est située à 390 m d'altitude moyenne.

### Localisation
Authezat est située à 18 km au sud-sud-est de Clermont-Ferrand.
Cinq communes (six en incluant le quadripoint avec Coudes) sont limitrophes d'Authezat :
|             | Corent   |                                   |
| La Sauvetat | Authezat | Vic-le-Comte                      |
| Plauzat     |          | Montpeyroux, Coudes (quadripoint) |

### Climat
Pour des articles plus généraux, voir Climat d'Auvergne-Rhône-Alpes et Climat du Puy-de-Dôme.
En 2010, le climat de la commune est de type climat du Bassin du Sud-Ouest, selon une étude du Centre national de la recherche scientifique s'appuyant sur une série de données couvrant la période 1971-2000. En 2020, Météo-France publie une typologie des climats de la France métropolitaine dans laquelle la commune est exposée à un climat de montagne ou de marges de montagne et est dans la région climatique Nord-est du Massif Central, caractérisée par une pluviométrie annuelle de 800 à 1 200 mm, bien répartie dans l’année.
Pour la période 1971-2000, la température annuelle moyenne est de 10,9 °C, avec une amplitude thermique annuelle de 16,3 °C. Le cumul annuel moyen de précipitations est de 638 mm, avec 7,6 jours de précipitations en janvier et 6,5 jours en juillet. Pour la période 1991-2020, la température moyenne annuelle observée sur la station météorologique de Météo-France la plus proche, « Plauzat_sapc », sur la commune de Plauzat à 3 km à vol d'oiseau, est de 11,3 °C et le cumul annuel moyen de précipitations est de 606,8 mm,. Pour l'avenir, les paramètres climatiques de la commune estimés pour 2050 selon différents scénarios d'émission de gaz à effet de serre sont consultables sur un site dédié publié par Météo-France en novembre 2022.

## Urbanisme

### Typologie
Au 1er janvier 2024, Authezat est catégorisée bourg rural, selon la nouvelle grille communale de densité à sept niveaux définie par l'Insee en 2022.
Elle est située hors unité urbaine. Par ailleurs la commune fait partie de l'aire d'attraction de Clermont-Ferrand, dont elle est une commune de la couronne,. Cette aire, qui regroupe 209 communes, est catégorisée dans les aires de 200 000 à moins de 700 000 habitants,.

### Occupation des sols
L'occupation des sols de la commune, telle qu'elle ressort de la base de données européenne d’occupation biophysique des sols Corine Land Cover (CLC), est marquée par l'importance des territoires agricoles (85,5 % en 2018), en diminution par rapport à 1990 (86,5 %). La répartition détaillée en 2018 est la suivante : terres arables (75,1 %), zones agricoles hétérogènes (10,3 %), zones urbanisées (7,3 %), forêts (7,2 %). L'évolution de l’occupation des sols de la commune et de ses infrastructures peut être observée sur les différentes représentations cartographiques du territoire : la carte de Cassini (XVIIIe siècle), la carte d'état-major (1820-1866) et les cartes ou photos aériennes de l'IGN pour la période actuelle (1950 à aujourd'hui).

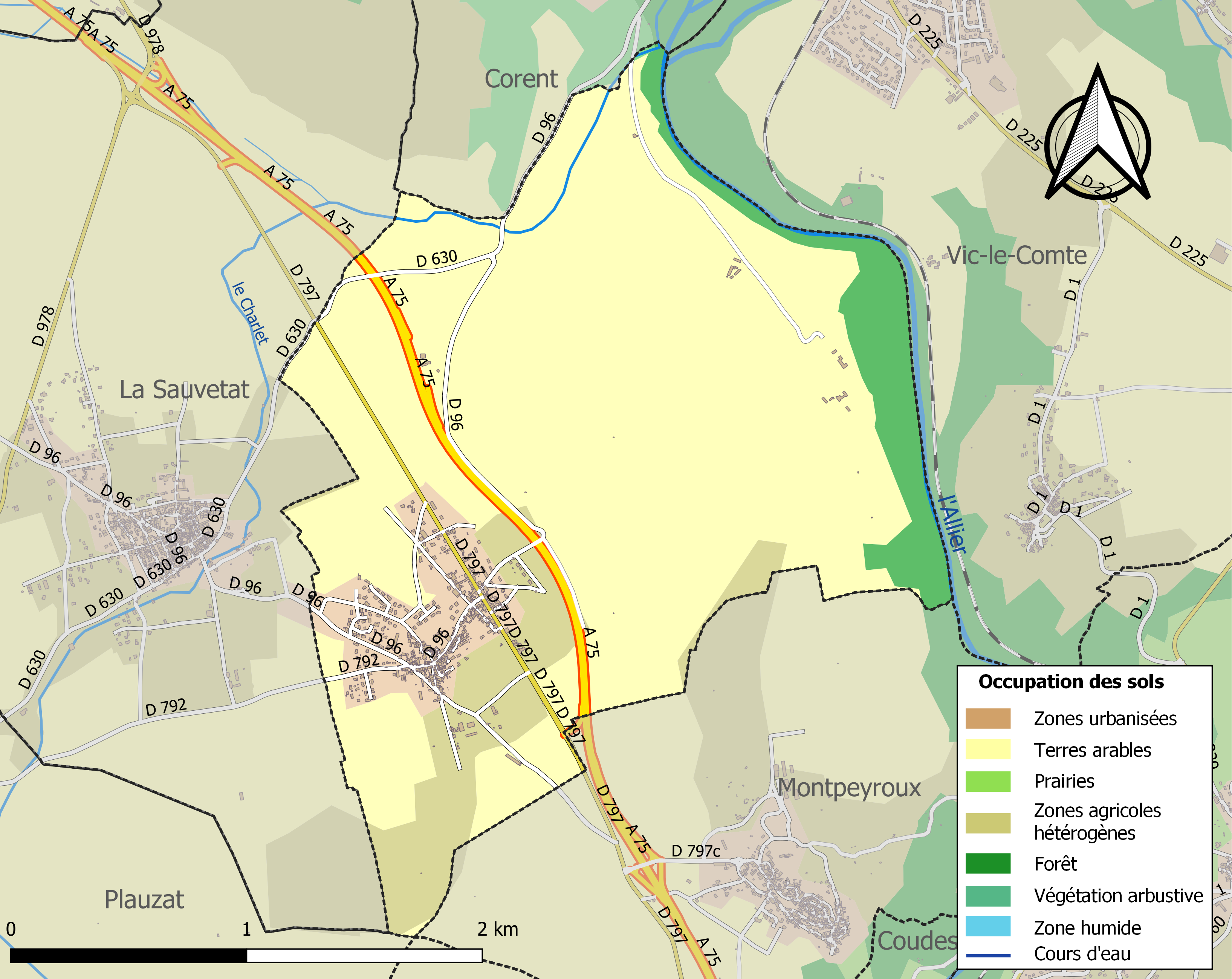
Carte des infrastructures et de l'occupation des sols de la commune en 2018 (CLC).

### Voies de communication et transports
La commune est traversée par l'autoroute A75, accessible depuis Clermont-Ferrand par les échangeurs 6 ou 7. Celle-ci passe à l'est du centre-bourg et une aire de service porte son nom en direction de Clermont-Ferrand.
Quatre routes départementales traversent la commune.
La RD 96 relie Tallende au nord-ouest à la RD 630 vers Corent ; la RD 630 passe au nord de la commune. La RD 792 relie Plauzat au centre-bourg.
La RD 797, qui a été la route nationale 9 avant la mise en service de la voie express, traverse le bourg en ligne droite.

## Toponymie
Sous l'an II, la commune s'appelait « Antezat la Sauvetas ». Le Bulletin des lois de 1801 modifie légèrement la graphie en « Autezat-la-Sauvetas ».

## Histoire
Paroisse avant la Révolution, Authezat a formé jusqu'en 1872 avec La Sauvetat la commune d'Authezat-la-Sauvetat ; à cette date, une scission a séparé les deux communes actuelles. Pendant la Révolution, Authezat faisait partie du canton de Plauzat.
Le village de Corent dépendait jusqu'à la Révolution de la paroisse d'Authezat. Il fut ensuite rattaché aux Martres-de-Veyre, avant de devenir une commune indépendante.

## Politique et administration

### Découpage territorial
La commune d'Authezat est membre de la communauté de communes Mond'Arverne Communauté, un établissement public de coopération intercommunale (EPCI) à fiscalité propre créé le 1er janvier 2017 siégeant à Veyre-Monton, et par ailleurs membre d'autres groupements intercommunaux, dont le syndicat intercommunal de Chadieu : créé en 1986 et s'étendant sur cinq communes, il gère une propriété de trente-quatre hectares en bordure de la rivière Allier. Il aménage et exploite le domaine de Chadieu « à usage d'accueil de loisirs et de base de loisirs ».
Seule commune isolée du pays du Grand Clermont lors de l'adoption du schéma de cohérence territoriale fin 2011, Authezat a rejoint la communauté de communes Gergovie Val d'Allier Communauté le 1er janvier 2013. Celle-ci a fusionné avec deux autres communautés de communes le 1er janvier 2017 pour constituer Mond'Arverne Communauté.
Sur le plan administratif, elle est rattachée à l'arrondissement de Clermont-Ferrand, à la circonscription administrative de l'État du Puy-de-Dôme et à la région Auvergne-Rhône-Alpes. Jusqu'en mars 2015, elle faisait partie du canton de Veyre-Monton.
Sur le plan électoral, elle dépend du canton des Martres-de-Veyre pour l'élection des conseillers départementaux, depuis le redécoupage cantonal de 2014 entré en vigueur en 2015, et de la quatrième circonscription du Puy-de-Dôme pour les élections législatives, depuis le dernier découpage électoral de 2010.

### Élections municipales et communautaires

#### Élections de 2020

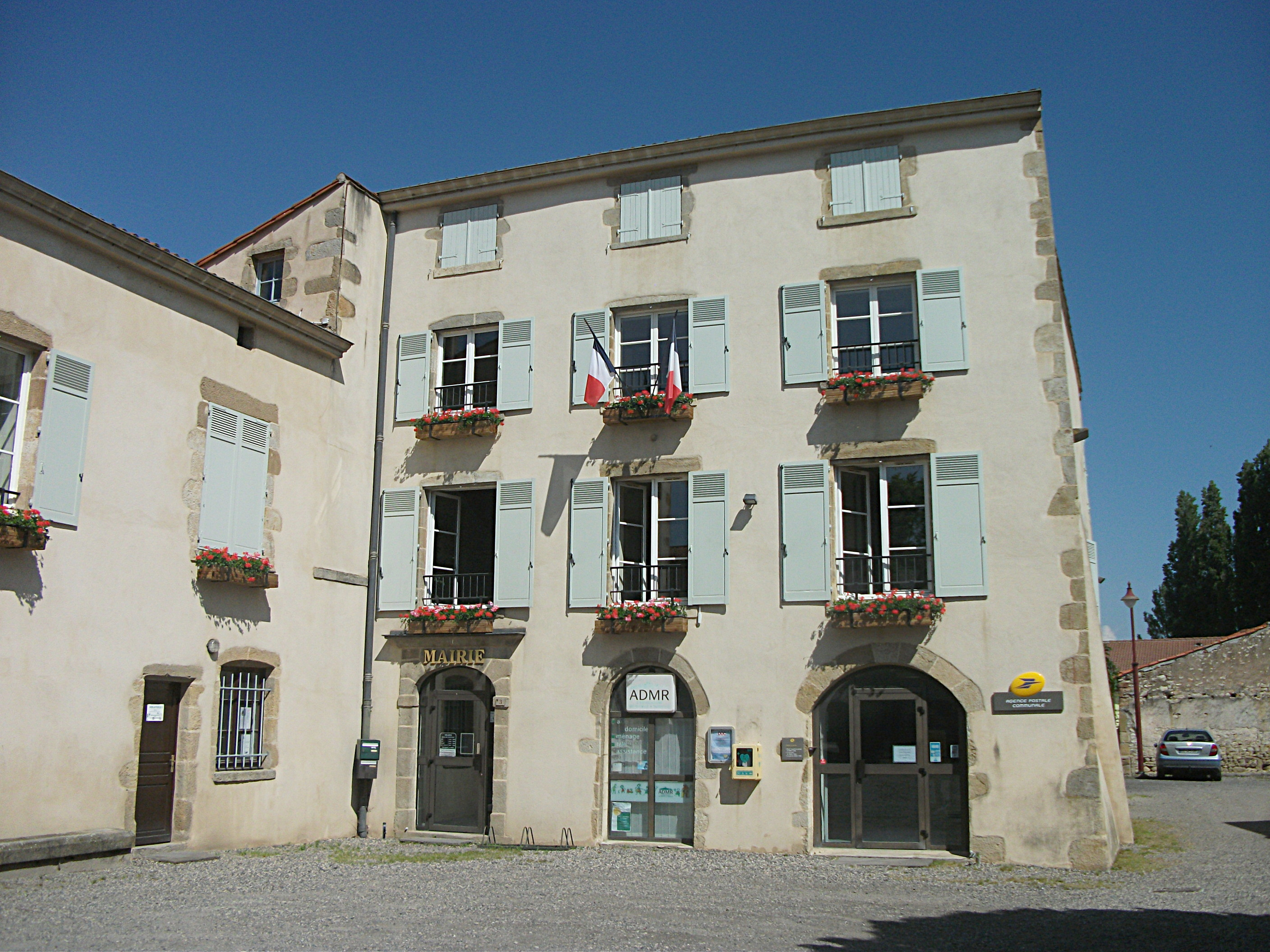
La mairie.

Le conseil municipal d'Authezat, commune de moins de 1 000 habitants, est élu au scrutin majoritaire plurinominal à deux tours avec candidatures isolées ou groupées et possibilité de panachage. Compte tenu de la population communale, le nombre de sièges à pourvoir lors des élections municipales de 2020 est de 15. La totalité des quinze candidats en lice est élue dès le premier tour, le 15 mars 2020, avec un taux de participation de 55,19 %.
Le conseil municipal, réuni le 25 mai 2020 pour élire le maire, a désigné quatre adjoints.

#### Chronologie des maires
| Période                                  | Période                        | Identité             | Étiquette | Qualité                   |
| ---------------------------------------- | ------------------------------ | -------------------- | --------- | ------------------------- |
| Les données manquantes sont à compléter. |                                |                      |           |                           |
| 1872                                     | 1875                           | Jacques Brunet       |           |                           |
| 1875                                     | 1883                           | Jean-Baptiste Marnat |           |                           |
| 1883                                     | 1892                           | Jean Belledent       |           |                           |
| 1892                                     | 1900                           | Antoine Faure        |           |                           |
| 1977                                     | 1995                           | André Stratonovitch  |           | Enseignant à l'université |
| 1995                                     | janvier 2019 (démission)       | Jean-Claude Roche    | DVG       | Retraité                  |
| 15 mars 2019                             | 25 mai 2020                    | Eric Thomas          |           |                           |
| 25 mai 2020                              | 23 mars 2024 (démission)       | Pierre Metzger       |           | Professeur retraité       |
| 21 juin 2024                             | En cours (au 16 novembre 2024) | Yves Chambon         |           |                           |

## Équipements et services publics

### Eau et déchets
La gestion de l'eau est assurée par le syndicat mixte des eaux de la Région d'Issoire et des communes de la banlieue Sud Clermont et l'assainissement par le syndicat intercommunal à vocation multiple du Charlet.
La collecte des déchets est assurée par le SICTOM Issoire Brioude,.

### Enseignement
Authezat dépend de l'académie de Clermont-Ferrand. Elle gère une école maternelle publique.
Authezat et La Sauvetat constituent un regroupement pédagogique intercommunal pour la scolarisation des élèves du primaire. Les élèves de maternelle (ainsi que quelques élèves de CP) vont à Authezat tandis que ceux du CP au CM2 vont à La Sauvetat.
Ils poursuivent leur scolarité au collège Antoine-Grimoald-Monnet, à Champeix, puis au lycée Murat, à Issoire (ou au lycée La-Fayette à Clermont-Ferrand pour la filière technologique STI2D).

## Population et société

### Démographie
Les habitants sont nommées les Authezatois et les habitantes les Authezatoises.
L'évolution du nombre d'habitants est connue à travers les recensements de la population effectués dans la commune depuis 1793. Pour les communes de moins de 10 000 habitants, une enquête de recensement portant sur toute la population est réalisée tous les cinq ans, les populations de référence des années intermédiaires étant quant à elles estimées par interpolation ou extrapolation. Pour la commune, le premier recensement exhaustif entrant dans le cadre du nouveau dispositif a été réalisé en 2006.

En 2022, la commune comptait 661 habitants, en évolution de −1,78 % par rapport à 2016 (Puy-de-Dôme : +2,1 %, France hors Mayotte : +2,11 %).
| 1793  | 1800  | 1806  | 1821  | 1831  | 1836  | 1841  | 1846  | 1851  |
| ----- | ----- | ----- | ----- | ----- | ----- | ----- | ----- | ----- |
| 1 692 | 1 668 | 1 817 | 1 921 | 1 811 | 1 716 | 1 734 | 1 690 | 1 635 |

| 1856  | 1861  | 1866  | 1872 | 1876 | 1881 | 1886 | 1891 | 1896 |
| ----- | ----- | ----- | ---- | ---- | ---- | ---- | ---- | ---- |
| 1 651 | 1 600 | 1 492 | 561  | 571  | 585  | 566  | 608  | 545  |

| 1901 | 1906 | 1911 | 1921 | 1926 | 1931 | 1936 | 1946 | 1954 |
| ---- | ---- | ---- | ---- | ---- | ---- | ---- | ---- | ---- |
| 505  | 435  | 383  | 323  | 319  | 300  | 271  | 368  | 271  |

| 1962 | 1968 | 1975 | 1982 | 1990 | 1999 | 2006 | 2011 | 2016 |
| ---- | ---- | ---- | ---- | ---- | ---- | ---- | ---- | ---- |
| 284  | 316  | 320  | 366  | 490  | 499  | 578  | 650  | 673  |

| 2021 | 2022 | - | - | - | - | - | - | - |
| ---- | ---- | - | - | - | - | - | - | - |
| 671  | 661  | - | - | - | - | - | - | - |

## Économie

### Tourisme
La commune possède deux gîtes.

## Culture locale et patrimoine

### Lieux et monuments
- Château de Chadieu
- Église Notre-Dame, XIVe siècle. Le portail sud et des vantaux sont classés aux monuments historiques tandis que l'église, en dehors des deux éléments classés, est simplement inscrite aux monuments historiques le 4 juillet 1980[33].

### Personnalités liées à la commune
- Jean-Pierre de Batz